# Myadestes townsendi
Myadestes townsendi là một loài chim trong họ Turdidae.